# (7365) Sejong
(7365) Sejong est un astéroïde de la ceinture principale.

## Description
(7365) Sejong est un astéroïde de la ceinture principale. Il fut découvert le 18 août 1996 à Sapporo par Kazuro Watanabe. Il présente une orbite caractérisée par un demi-grand axe de 2,21 UA, une excentricité de 0,21 et une inclinaison de 6,8° par rapport à l'écliptique.

## Compléments